# Ne zaboravi stihove
Ne zaboravi stihove je hrvatski televizijski glazbeni kviz koji je s emitiranjem krenuo 17. ožujka 2008. Voditelj tog projekta je bio Igor Mešin.

## Koncept emisije
Ne zaboravi stihove je moderni glazbeni kviz rađen prema licenci američke emisije Don't Forget the Lyrics!. Pravila kviza ne zahtijevaju glazbeni talent od svojih natjecatelja, već odlično poznavanje stihova ponuđenih pjesama. U ponudi se nalazi deset pjesama iz različitih glazbenih žanrova i od različitih pjevača. Svaki natjecatelj odabire jednu pjesmu koju interpretira uz pomoć benda i stihova na ekranu ispred njega. Nakon nekoliko sekundi stihovi i glazba nestanu, a natjecatelj mora popuniti riječi koje nedostaju.
U pomoć im može uskočiti džoker pjevač koji im pomaže dovršiti zadani stih. Onaj natjecatelj koji pogodi sve riječi u svih 10 pjesama je pobjednik i dobiva nagradu. Glavna nagrada je 500 000 kuna.
Za svaku točno otpjevanu pjesmu, natjecatelj osvaja novčanu nagradu i odlučuje penje li se više prema najvišoj stepenici koja donosi glavnu novčanu nagradu. Mora odlučiti "pjeva li dalje" ili uzima novac i "odlazi kući pjevajući", zadovoljan osvojenim iznosom.
U 2. sezoni emisije emitirani su i specijali s poznatim hrvatskim pjevačima u svrhu donacije osvojenog novca onima kojima je potrebna financijska pomoć. U božićnom specijalu gostovale su Nina Badrić, Vanna, Marija Husar i Ivana Husar.
Svaki natjecatelj starta s 9 različitih kategorija od kojih svaka sadrži dvije različite pjesme. Kategorije nisu iste za svakog natjecatelja, ali je moguće ponavljanje kategorija. Za pjesme su navedeni izvođač, naziv pjesme i godina objavljivanja. Natjecatelj bira jednu od ponuđene dvije pjesme. Posljednja, deseta, kategorija pod nazivom "500 000 kn" ista je svim natjecateljima i moguće joj je pristupiti samo nakon što je uspješno riješeno preostalih devet; ona sadrži pjesme s prvih mjesta top ljestvica.
| Pjesma | Vrijednost | Broj riječi koje nedostaju |
| ------ | ---------- | -------------------------- |
| 10.    | 500 000 kn |                            |
| 9.     | 250 000 kn |                            |
| 8.     | 200 000 kn |                            |
| 7.     | 150 000 kn |                            |
| 6.     | 100 000 kn |                            |
| 5.     | 50 000 kn  |                            |
| 4.     | 25 000 kn  |                            |
| 3.     | 10 000 kn  |                            |
| 2.     | 5 000 kn   |                            |
| 1.     | 2 500 kn   | 3-4                        |

## Tri pomoći
Svaka pomoć može biti upotrebljena samo jedanput, ali ne i za pitanje za glavnu nagradu, odnosno posljednju desetu pjesmu. Ako natjecatelj točno otpjeva 9 pjesama, dobiva priliku pokazati znanje stihova pjesama s prvih mjesta top ljestvica i osvojiti glavnu novčanu nagradu.
- "Joker‑pjevač"

Dopušta da natjecatelju pomogne jedan od dva prijatelja ili rođaka u pratnji, kako bi se prisjetio stihova koji nedostaju.
- pomoć "Dvije riječi"

Natjecatelju otkriva dvije točne riječi u stihu koji treba točno otpjevati.
- pomoć "Tri odgovora"

Natjecatelju daje izbor 3 moguća odgovora.

## Raspored emitiranja
Emisija je svoju premijeru doživjela 17. ožujka 2008. na programu Nove TV u 21:00 sat. Zbog odlične gledanosti u prvoj sezoni, Nova TV je obnovila emisiju i za 2. sezonu. Druga sezona je imala drastičan pad u gledanosti, pa ju je Nova TV otkazala. Posljednja epizoda emitirana je 11. svibnja 2009.

## Rekordi
- Najviši dobici:[5][6]

1. 150 000 kn Silvio Štruklec 2009.
2. 100 000 kn Ana Bebić 2008., Mario Radanović i Martina Kelečić 2009.
3. 50 000 kn Dragan Cvitan, Fani Radovan